# Proceso de destitución de Han Duck-soo
El 27 de diciembre de 2024, el primer ministro y presidente interino de Corea del Sur, Han Duck-soo, fue destituido. El proceso se produjo diez días después de que el presidente Yoon Suk-yeol fuera destituido como resultado de su breve promulgación de la ley marcial, convirtiendo a Han en presidente interino.
El líder del opositor Partido Demócrata, Park Chan-dae, anunció sus planes de destituir a Han el 24 de diciembre, tras su veto a dos proyectos de ley de fiscalía especial que investigaban a Yoon y a la primera dama Kim Keon-hee. El 26 de diciembre, la moción de destitución se presentó formalmente después de que Han bloqueara el nombramiento de tres jueces de la Corte Constitucional de Corea del Sur, cuyas nominaciones habían sido aprobadas por la Asamblea Nacional.
El 27 de diciembre, los 192 miembros oposición de la Asamblea votaron por unanimidad a favor del proceso de destitución de Han, después de que el presidente del parlamento Woo Won-shik dictaminara que, como ministro del gabinete, el proceso de destitución de Han estaba sujeto a una regla de mayoría simple. Los 108 miembros restantes de la Asamblea, todos ellos del Partido del Poder Popular (PPP) de Yoon, boicotearon la votación. El vice primer ministro y ministro de Finanzas, Choi Sang-mok, asumió los roles de presidente y primer ministro interinos a la espera de la decisión de la Corte Constitucional sobre la destitución de Han.

## Antecedentes
La constitución de 1987 estableció a Corea del Sur como una democracia presidencial. Solo un presidente coreano ha sido destituido de su cargo mediante un proceso de destitución (Park Geun-hye en 2017), que requiere una mayoría de dos tercios de los votos a favor en la legislatura. El expresidente Roh Moo-hyun fue destituido en 2004, pero la Corte Constitucional lo absolvió de dos infracciones y consideró que el cargo restante no era lo suficientemente grave como para justificar la destitución, lo que le permitió permanecer en el cargo.

### Procedimiento de destitución
El procedimiento de destitución se estableció en la Décima Constitución de Corea del Sur (1987). El artículo 65, cláusula 1, especifica que la Asamblea Nacional puede destituir al presidente, primer ministro u otros funcionarios estatales si violan la constitución u otras leyes mientras desempeñan funciones oficiales.
Para que se apruebe una moción de destitución contra un presidente en funciones, debe votar a favor una mayoría de dos tercios de la Asamblea Nacional (200 de los 300 miembros). Una vez aprobada, la persona queda inmediatamente suspendida de sus funciones en espera de una decisión de la Corte Constitucional. El alcance del proceso de destitución se limita a la destitución del cargo público, sin que se impongan más sanciones a través de este proceso. Sin embargo, como Han es un presidente interino, surgieron disputas en la Asamblea Nacional sobre los requisitos para su destitución. El Partido del Poder Popular (PPP) argumentó que, dado que Han había asumido el papel de presidente, se requería una mayoría de dos tercios para el proceso. En cambio, el opositor Partido Demócrata (DPK) sostuvo que una mayoría simple era suficiente, ya que Han seguía siendo ministro del gabinete. Además, ninguna ley define explícitamente los requisitos para destituir a un presidente interino.
Según la Ley de la Corte Constitucional aprobada en 1988, la corte debe emitir una decisión dentro de los 180 días posteriores a la recepción de cualquier caso para su adjudicación, incluidos los casos de destitución. Si el demandado ya había dejado el cargo antes de la decisión, el caso se desestima. La destitución formal del presidente requiere que seis de los nueve jueces voten a favor; debido a tres vacantes, los seis jueces tendrían que votar para destituirlo. El artículo 23 de la Ley de la Corte Constitucional exige al menos siete jueces para la deliberación. El 14 de octubre de 2024, la Corte Constitucional suspendió temporalmente el cuórum de deliberación requerido de siete jueces, citando el derecho constitucional a un juicio rápido, lo que le permitió seguir adelante.
Las tres vacantes en la Corte Constitucional provocaron un debate en la Asamblea Nacional sobre si los presidentes en funciones tienen la autoridad para cubrir dichas vacantes. El partido opositor DPK argumentó que los presidentes interinos podrían ocupar los puestos, enfatizando que el nombramiento presidencial de los candidatos recomendados por la Asamblea Nacional es en gran medida un asunto de procedimiento. En contraste, el PPP de Yoon afirmó que los presidentes interinos podrían nombrar jueces solo en casos de vacancia presidencial, no de suspensión de funciones.
El proceso de destitución de Han es el decimosexto que recibe la Corte Constitucional desde su creación en 1988 y el decimotercero desde que el presidente destituido Yoon Suk-yeol asumió el cargo en 2022.

### Destitución de Yoon y presidencia interina de Han
El 14 de diciembre de 2024, Yoon Suk-yeol, presidente de Corea del Sur, fue destituido por la Asamblea Nacional. Esta acción se produjo en respuesta a la declaración de la ley marcial por parte de Yoon el 3 de diciembre de 2024, que fue revocada por la Asamblea Nacional y retirada oficialmente seis horas después, el 4 de diciembre de 2024.
El primer ministro en ejercicio, Han Duck-soo, asumió el cargo de presidente interino en espera de la decisión de la Corte Constitucional sobre si destituir a Yoon de su cargo. Una moción de destitución anterior se sometió a votación parlamentaria el 7 de diciembre de 2024, pero fracasó porque el número de legisladores asistentes no alcanzó el cuórum necesario para su aprobación, ya que los miembros del gobernante PPP boicotearon la votación.
Cuando la policía le pidió a Han que lo interrogara en su investigación sobre la ley marcial, el líder del DPK, Lee Jae-myung, dijo inicialmente que el partido no haría nada para destituir a Han por el momento para evitar hacerlo.
Como presidente interino, Han entró en conflicto con los partidos de oposición. El 19 de diciembre, vetó seis proyectos de ley aprobados por la Asamblea Nacional que habían sido apoyados por el DPK. Entre los proyectos de ley vetados se encontraban las enmiendas propuestas a la Ley de gestión de granos, que habrían obligado al gobierno a comprar el excedente de arroz para estabilizar los precios durante las fluctuaciones del mercado. Han citó las preocupaciones sobre su efecto en el mercado como razón para vetar el proyecto de ley. Otras medidas que vetó incluyeron un proyecto de ley que obligaba a las empresas a presentar los datos solicitados a los miembros de la Asamblea Nacional, diciendo que era una invasión de los derechos constitucionales a la privacidad.

## Moción
Después de que la reunión del gabinete de Han del 24 de diciembre terminara sin revisar dos proyectos de ley que nombraban a fiscales especiales para investigar al suspendido presidente Yoon Suk-yeol y a la primera dama Kim Keon-hee, el líder del DPK, Park Chan-dae, anunció planes para destituir a Han el 24 de diciembre. Park describió las acciones de Han como táctica para ganar tiempo y prolongar la insurrección. El 26 de diciembre, la Asamblea Nacional aprobó una moción para llenar las tres vacantes en la Corte Constitucional, sin que el PPP participara en la votación de confirmación. Sin embargo, su nombramiento fue bloqueado por Han, diciendo que necesitaba un consenso bipartidista sobre si podía aprobar su instalación. En respuesta, el DPK presentó formalmente una moción de destitución contra Han ese mismo día, con la votación plenaria programada para el 27 de diciembre.
Antes de la votación, el presidente Woo Won-shik dictaminó que Han puede ser destituido por una mayoría simple de 151 debido a su condición de ministro del gabinete, a diferencia de los 200 que normalmente se requieren para los juicios políticos presidenciales. Los legisladores del PPP se opusieron a la decisión de Woo, pidieron su renuncia y declararon que su fallo era inválido mientras coreaban que era abuso de poder cuando la sesión estaba ocurriendo. Con todos los miembros del PPP boicoteando la votación, Han fue destituido por los 192 parlamentarios presentes el 27 de diciembre. El vice primer ministro Choi Sang-mok se convirtió en presidente interino y primer ministro. Han se convirtió en el primer presidente interino de Corea del Sur en ser destituido.

## Consecuencias
Han dijo que respetaba el resultado de la votación en la Asamblea Nacional y que esperaría el veredicto de la Corte Constitucional, añadiendo que suspender sus funciones no soluciona el caos. El líder del DPK, Lee Jae-myung, calificó el proceso de destitución de Han como parte de los esfuerzos del partido para desmantelar el de Yoon Suk-yeol, mientras que el PPP llamó al DPK victimario del proceso de destitución. El PPP presentó más tarde una solicitud de arbitraje sobre disputas de jurisdicción y una orden judicial ante la Corte Constitucional para anular la destitución de Han.
El 30 de diciembre, la Corte Constitucional emitió una declaración diciendo que una mayoría de sus jueces creían que el proceso en el que Han fue destituido era válido. El 31 de diciembre, el presidente en funciones, ministro de finanzas y vice primer ministro, Choi Sang-mok, nombró a Chung Kyesun y Cho Hanchang como jueces de la Corte Constitucional, pero retuvo el nombramiento de Ma Eun-hyuk, alegando falta del apoyo bipartidista a su nominación. La medida provocó críticas tanto del PPP, que había argumentado que los presidentes en funciones no podían nombrar a los jueces, como del DPK, que apoyó el nombramiento de los tres nominados.

## Juicio en la Corte Constitucional
La Corte Constitucional de Corea del Sur tiene 180 días desde la aprobación de la moción del proceso de destitución para revisarla. El tribunal está compuesto actualmente por sólo ocho jueces. El 13 de enero de 2025 celebró su primera audiencia previa al juicio político de Han. En otra audiencia preparatoria celebrada el 5 de febrero, el tribunal fijó el inicio del juicio político formal de Han para el 19 de febrero, y se exigió a los equipos de la fiscalía y la defensa que presentaran los documentos y pruebas necesarios antes del 13 de febrero. El 24 de marzo de 2025, el Tribunal Constitucional votó para revocar el juicio político a Han y lo restituyó como presidente interino y primer ministro.

## Reacciones
El vice primer ministro y ministro de Finanzas Choi Sang-mok, que sucedió a Han como presidente interino tras el proceso de destitución, advirtió antes de la votación del 27 de diciembre que la destitución de Han afectaría gravemente la situación económica de Corea del Sur y pidió a los partidos de la oposición que lo reconsideraran. Choi Sang-mok declaró: Lo más importante en este momento es minimizar la confusión en los asuntos de Estado. El gobierno hará todo lo posible para estabilizarlos.

## Sondeo de opinión
El sondeo de opinión con una muestra de mil personas publicado por The Korea Times y Hankook Research el 31 de diciembre de 2024 reveló que el 61% de los encuestados apoyaba el proceso de destitución de Han (el 45% lo aprobaba firmemente) mientras que el 36% se oponía. Por afiliación política, el 95% de los miembros del DPK, el 96% de los miembros del Partido de la Reconstrucción de Corea y el 80% de los miembros del Partido Progresista estaban a favor del proceso de destitución de Han. Los partidarios del PPP representaban el 87% de los que se oponían al proceso de destitución de Han. Por edad, entre el 60 y el 70% de los encuestados de todos los grupos de edad menores de 60 años apoyaron el proceso, mientras que más del 50% de los mayores de 60 años se opusieron.
Una encuesta de Opinion Research Justice encontró que el 52,2% de los encuestados apoyaba la destitución de Han.
Después de los procesos de destitución de Han Duck-soo y Yoon Suk-yeol, otra encuesta de Hankook Research encontró que el 56% del total de encuestados apoyaba "enmendar la Constitución para reformar el actual mandato presidencial único de cinco años", mientras que el 39% se oponía. El 64% de los encuestados apoyaba limitar "el número de veces que el presidente puede ejercer el poder de veto". El 17% de los encuestados citó "la necesidad de mejorar el actual sistema electoral, que permite a un candidato ganar la presidencia sin asegurarse una mayoría de votos".